# Don't Go Breaking My Heart
«Don't Go Breaking My Heart» es una canción a dúo entre Elton John y Kiki Dee del año 1976. Fue escrita por John y su socio Bernie Taupin bajo los seudónimos de Ann Orson y Carte Blanche, respectivamente. Con este sencillo el británico logró su primer número uno en el Reino Unido, hazaña que no conseguiría de nuevo hasta catorce años después. Fue además su sexto número uno en los Estados Unidos y último gran éxito de la década.
La canción la volvió a grabar Elton John en 1993, esta vez a dúo con el artista RuPaul, para su álbum de duetos Duets. Producida por Giorgio Moroder, la canción se editó como sencillo el 14 de febrero de 1994.

## Contexto e historia
Esta canción trae a la palestra a dos importantes personajes para la escena musical británica: Por una parte Elton John, considerado uno de los genios musicales de los años 1970, que con su carisma y su talento en el piano marcó influencia e hizo una carrera musical llena de éxitos. Y por otra parte, Kiki Dee, oriunda de Bradford, con un especial talento vocal para el Soul que la llevó a ser la primera artista británica en grabar para el mítico sello Motown a inicio de los años 1970. Con una amplia batería de éxitos, la canción rápidamente se convirtió en un notable éxito.
A inicios del año 1976 Elton John se encontró en las oficinas de su sello musical (la Rocket Records) con Kiki Dee, quien había firmado un buen contrato en esas filas, con el fin de realzar su carrera musical que andaba en un mal momento.
Como Kiki había trabajado en Motown, el pianista le dejó muy en claro que tenía cierto gusto especial por esas hermosas y potentes baladas que sacaba ese sello, en especial por los dúos que hacía Marvin Gaye con cantantes de la talla de Tammi Terrell o Kim Weston, los cuales eran de buena calidad y contenían arreglos musicales muy notables y bien trabajados. Como en esos años los dúos pasaban por un mal momento en la industria musical, Elton decidió convencer a Kiki en grabar un sencillo juntos y ella aceptó.
En unas cuantas sesiones, Elton John y su compañero de creación, el compositor y letrista Bernie Taupin escribieron durante una gira por Canadá una canción llamada "Don't Go Breaking My Heart", la cual empezó a ser grabada en Toronto, lugar donde Elton John realizó su parte vocal. Una vez terminada, la cinta fue enviada a Londres donde la recibiría Kiki Dee, y le haría arreglos y grabaría su parte vocal de manera separada en un estudio alquilado.
Gus Dudgeon, que fue el productor de esa canción, recordaría años después el proceso en que se grabó esa balada: "Estaba junto a Elton en Canadá, y ya teníamos grabada las tres cuartas partes de la canción. Fue en esa ocasión que él me dijo que la última parte la cantaría Kiki Dee, y yo le respondí: "Espera un minuto, ¿se supone que esto es un dúo, o simplemente se la vas a ceder?", y Elton se para de su asiento y me dice "es un dúo, y luego debes darle el 50% de los créditos a ella". Así que la canción fue grabada en dos lugares del mundo, y fue muy divertida la forma en que se logró capturar las voces".
El resultado final fue una canción juguetona y a la vez muy bien estructurada, donde la letra habla de una pareja que se muestra insegura con el paso del tiempo y las nuevas responsabilidades que la vida le presenta.
Fue pieza fundamental en las emisiones de radio de la época y llegó al tope de la Billboard hot 100, así como también lideró las listas de Australia, Canadá y Francia.
El videoclip era un elemento nuevo en la música de John ya que rara vez había grabado un vídeo. Se dice que este fue una producción de las más baratas en la historia de la vídeo-música y se realizó en una sola toma donde los artistas tuvieron que improvisarlo todo.

## Posiciones en las listas musicales
| Listas (1976)                         | Posición más alta |
| ------------------------------------- | ----------------- |
| Alemania (Offizielle Deutsche Charts) | 5                 |
| Australia (Kent Music Report)         | 1                 |
| Austria (Ö3 Austria Top 40)           | 8                 |
| Bélgica (Flandes) (Ultratop 50)       | 3                 |
| Bélgica (Valonia) (Ultratop 50)       | 2                 |
| Canadá (RPM Top Singles)              | 1                 |
| Estados Unidos (Billboard Hot 100)    | 1                 |
| Francia (SNEP)                        | 1                 |
| Irlanda (IRMA)                        | 1                 |
| Italia (FIMI)                         | 1                 |
| Nueva Zelanda (Recorded Music NZ)     | 1                 |
| Noruega (VG-lista)                    | 5                 |
| Países Bajos (Dutch Top 40)           | 3                 |
| Reino Unido (UK Singles Chart)        | 1                 |
| Sudáfrica (Springbok Radio)           | 1                 |
| Suecia (Sverigetopplistan)            | 3                 |
| Suiza (Schweizer Hitparade)           | 4                 |